# Karl Weierstrass
Karl Theodor Wilhelm Weierstrass, nemški matematik, * 31. oktober 1815, Ostenfelde, Vestfalija, Nemčija, † 19. februar 1897, Berlin, Nemčija.
Weierstrassa imajo večkrat za »očeta sodobne analize«.

## Življenje
Bil je sin vladnega uradnika Wilhelma Weierstrassa in Theodore Vonderforst. Za matematiko se je začel zanimati v gimnaziji. Odšel je študirat pravo, ekonomijo in denarništvo na Univerzo v Bonnu. Ker ga je zanimala matematika, je prvotni študij opustil in ni diplomiral. Nato je študiral matematiko na Univerzi v Münstru, ki je bila tem času zelo znana. Med študijem je poslušal Gudermannova predavanja in se začel zanimati za eliptične funkcije.
Po letu 1850 je za dalj časa zbolel, vendar mu je uspelo objaviti članke, ki so mu prinesli slavo in priznanje. Leta 1856 je prevzel stolico na Tehniški univerzi v Berlinu. Zadnja tri leta življenja je bil negiben in je umrl zaradi pljučnice.
Njegovi najbolj znani učenci so: Husserl, Kovalevska, Mittag-Leffler in Schwarz.

## Dosežki v matematiki
Pravilnost infinitezimalnega računa
Zanimal se je za pravilnost infinitezimalnega računa. V tem času so bile definicije o temeljih računa nejasne, zato izrekov niso mogli pravilno dokazati. Bolzano je do leta 1817 ali pa morda še prej razvil dovolj strogo definicijo limite, vendar je njegovo delo večini matematikov ostalo neznano. Drugi pomembni matematiki, kot je bil na primer Cauchy, so poznali le nejasne definicije limit in zveznosti funkcij. Po Weierstrassu je funkcija {\displaystyle \displaystyle f(x)} v točki {\displaystyle \displaystyle x=x_{0}} zvezna, če za vsako število {\displaystyle \displaystyle \epsilon >0} obstaja takšno število {\displaystyle \displaystyle \delta >0}, da velja:
{\displaystyle |x-x_{0}|<\delta \Rightarrow |f(x)-f(x_{0})|<\epsilon \!\,.}
Weierstrass je podal podobni definiciji limite in odvoda, ki se ju učijo še danes.
Z novimi definicijami je lahko podal dokaze za več tedaj še nedokazanih izrekov, kot so na primer: izrek o vmesni vrednosti, Bolzano-Weierstrassov izrek in Heine-Borelov izrek. Teorijo funkcij je obdelal na podlagi analitičnih funkcij brez geometrijskih predstav.
Variacijski račun
Veliko je prispeval tudi na področju variacijskega računa. S pomočjo orodji analize, ki jih je pomagal razviti, je lahko ponovno opredelil teorijo, ki je vodila do sodobega raziskovanja variacijskega računa. Med drugim je uvedel potreben pogoj (Weierstrassov pogoj) za obstoj močnih ekstremov variacijskih problemov. Pomagal je tudi razviti zadostne pogoje za ekstreme z vogli.
Drugo
V diferencialni geometriji je raziskoval geodetke, ravnine z najmanjšo površino, ki potekajo skozi zadan obseg. Izdelal je teorijo eliptičnih funkcij, kjer je izhajal iz posebnih funkcij {\displaystyle \rho (r)}, {\displaystyle \zeta (r)} in {\displaystyle \gamma (r)}, ki jih je sam uvedel. Konstruiral je zvezne funkcije, ki niso v nobeni svoji točki odvedljive. Pred njim jih je odkril že Bolzano.
Drugi izreki iz analize
- Enneper-Weierstrassova parametrizacija
- Lindemann-Weierstrassov izrek
- Sohocki-Weierstrassov izrek
- Stone-Weierstrassov izrek
- Weierstrass-Casoratijev izrek
- Weierstrassov kriterij (Weierstrassov M-test)
- Weierstrassov pripravljalni izrek
- Weierstrassov izrek o faktorizaciji
- Weierstrassova funkcija
- Weierstrassove eliptične funkcije

## Priznanja

### Nagrade
Leta 1895 je za svoje znanstveno delo prejel Copleyjevo medaljo Kraljeve družbe iz Londona.

### Poimenovanja
Po njem se imenuje krater Weierstrass na Luni in asteroid glavnega pasu 14100 Weierstrass.